# Vladimír Bokes
Vladimír Bokes (* 11. Januar 1946 in Bratislava; † 2. Juli 2024 ebenda) war ein slowakischer Komponist, Cellist, Musikpädagoge und Hochschullehrer.

## Leben
Vladimír Bokes studierte 1960–1965 Violoncello bei Gustáv Večerný und Komposition bei Juraj Pospíšil am Konservatorium Bratislava. Anschließend setzte er seine Kompositionsstudien an der Akademie der Darstellenden Künste in Bratislava bei Alexander Moyzes (1965/1966) und Dezider Kardoš (1966–1970) fort. 1970–1975 unterrichtete er Musiktheorie, 2012–2017 Komposition am Konservatorium von Bratislava, 1975–1989 war er Lektor für Theoriefächer, ab 1982 auch Komposition an der Akademie bzw. Hochschule für Musische Künste Bratislava (Vysoká škola múzických umení v Bratislave – VŠMU), wo er 1993–2017 eine Professur innehatte. Obwohl bereits weitgehend im Musikleben seiner Heimat etabliert, führte die Verwendung verschiedener neuer Kompositionstechniken in seinem Schaffen dazu, dass um 1980 Aufführungen und Rundfunksendungen seiner Werke in der damaligen Tschechoslowakei für einige Zeit verboten waren.
Seit den 1990er-Jahren nahm Bokes verschiedene organisatorische Funktionen im slowakischen Musikleben ein. So war er 1992–1998 Vorsitzender des Komitees des Internationalen Festivals Zeitgenössischer Musik Melos Ethos, 1995–1999 Vorsitzender des Slowakischen Komponistenverbands und 2002–2014 Vorsitzender des Kuratoriums des Slowakischen Musikfonds.
Neben seinem originären kompositorischen Schaffen widmete sich Bokes vielfach Arrangements und der Vollendung von Werken slowakischer Komponisten wie Ján Levoslav Bella, Dezider Kardoš und Mikuláš Schneider-Trnavský. Als wichtigste Arbeiten auf diesem Gebiet gelten die Fertigstellung und Orchestrierung des zweiten Klavierkonzerts von Kardoš und die Rekonstruktion der Originalfassung der Oper „Krútňava“ von Eugen Suchoň, die 2008 an der Staatsoper Banská Bystrica Premiere hatte. Zudem schrieb und publizierte er zahlreiche Aufsätze und Texte.

## Preise und Auszeichnungen (Auswahl)
- 1991: Ján-Levoslav-Bella-Preis für die Sinfonie Nr. 3 op. 36
- 2001: Preis der slowakischen Musikkritiker für das bisherige Gesamtschaffen
- 2009: Jozef Ľudovít Holuby-Preis
- 2017: Ján Levoslav Bella-Preis für die Missa Posoniensis op. 55
- 2019: Großer Preis der slowakischen Urheberrechtsgesellschaft SOZA für das Jahr 2018[4]

## Werke (Auswahl)

### Werke für Solostimmen, Chor und Orchester
- Sinfonie Nr. 4 für Soli, Chor und Orchester op. 38 (1982)
- Missa Posoniensis für Soli, Chor, Orgel und Orchester op. 55 (1990/1991)
- Te Deum für Sopran, Bariton, Chor und Orchester op. 93 (2017/2018)

### Orchesterwerke
- Mouvement op. 6 (1968)
- Sinfonie Nr. 1 op. 8 (1970)
- Sinfonische Variationen op. 14 (1972)
- Sinfonie Nr. 2 op. 24 (1978)
- Sinfonie Nr. 3 op. 36 (1980/1981)
- Sinfonie Nr. 5 op. 51 (1987)
- Variationen über ein Thema von Joseph Haydn op. 66 (1996)
- Sinfonie Nr. 6 op. 73 (2003)
- Sinfonie Nr. 7 op. 80 (2009)

### Kammer- oder Streichorchester
- Madrigal für Streichorchester op. 5b (1968)
- Haydn at the Computer. Arrangement der Suite für Streichorchester und Klavier op. 39b für Kammerorchester (1982/1995)
- Bosnische Tänze für Streichorchester op. 62 (1995)

### Kammerensemble
- Fragmente für Kammerensemble o. op. (1962, rev. 2014)
- Sequenza für neun Instrumente o. op. (1965)
- Concertino für Kammerensemble op. 75 (2004)
- Postludium zum Zentenarium Eugen Suchoňs für zehn Instrumente op. 84 (2008)
- Concertino für Violoncello und Kammerensemble op. 88 (2012)

### Instrumentalkonzerte
- Klavierkonzert Nr. 1 op. 21 (1976)
- Klavierkonzert Nr. 2 op. 45 (1984)
- Variations concertantes d’un théme de Zdeněk Fibich pour piano et orchestre op. 54 (1990/1995)

### Duos und Kammermusik
- Streichtrio o. op. (1963)
- Sextett o. op. (1963)
- Klaviertrio op. 2 (1967)
- Streichquartett Nr. 2 op. 18 (1974)
- Bläserquintett Nr. 2 op. 19 (1975)
- Nocturne für Flöte und Gitarre op. 20 (1975)
- Sonate für Violine und Klavier op. 27 (1978)
- Coll’Age für Klavierquintett op. 28 (1979/1984)
- Sonate für Violoncello und Klavier op. 34 (1980)
- Streichquartett Nr. 3 op. 44 (1982)
- Sonate für Viola und Klavier op. 52 (1987)
- Variationen über ein Thema von Ján Egry für Bläseroktett op. 60 (1994)
- Musique triste pour trio á cordes op. 68 (1998)
- Musica stricta für Flöte, Klarinette, Violine, Violoncello und Klavier op. 70 (1999)
- Prager Trio für Flöte, Oboe und Klarinette op. 77 (2004)
- …nur eine Weile… für Violine, Violoncello und Akkordeon o. op. (2005)
- Comments on Departures für sechs Instrumente op. 86 (2011)
- Musica per Ligeti für vier Instrumente op. 90 (2014)
- Streichquartett Nr. 4 op. 92 (2016)

### Klavier zu zwei oder vier Händen
- Drei Stücke o. op. (1962)
- Stück I o. op. (1963)
- Partita op. 1 (1966)
- Variationen über ein Thema von Joseph Haydn op. 7 (1969)
- Kinderzyklus op. 13 (1972)
- Sonate Nr. 1 op. 17 (1973)
- Dobrý deň, Mr. Fibonacci (Guten Tag, Hr. Fibonacci). Zyklus op. 23 (1977)
- Sonate für zwei Klaviere op. 41 (1982)
- Variationen über ein Thema von Pavlín Bajan op. 46 (1984)
- Sonate Nr. 4 op. 48 (1985)
- Präludien und Fugen op. 53 (1989)
- Albrecht Suite für Klavier o. op., arrangiert nach der Suite für Violoncello op. 47 (1985/2002)
- Sonate Nr. 5 op. 79 (2005)

### Diverse Soloinstrumente
- Drei Miniaturen für Gitarre op. 33 (1980)
- Präludium und Fuge für Orgel op. 37 (1981)
- Suite für Violoncello op. 47 (1985)
- Variationen über ein Thema aus Haydns ‚Londoner Sinfonie‘ für Flöte op. 57 (1992)
- Variationen über ein Thema von Ján Cikker für Klarinette op. 58 (1992)
- Albrecht Suite für Viola o. op., arrangiert nach der Suite für Violoncello op. 47 (1985/2002)
- Solo für Gitarre op. 91 (2015)

### Stimme und Instrument(e)
- Drei Lieder für Mezzosopran und Klavier op. 4 (1968)
- Na svoj spôsob (Auf eigene Weise). Zyklus nach Texten von Jozef Mihalkovič für Mezzosopran und Klavier op. 26 (1978)
- Ave Maria für Sopran und Streichquartett op. 56b (1991)
- Departures. Sechs Lieder nach Texten von Svetozar Daniel Šimko für Bass und Kammerensemble op. 85 (2011)
- Drei Psalmen für Stimme und Gitarre op. 89 (2013)

### Chor
- Confiteor für gemischten Chor op. 5 (1968)
- Drei slowakische Volkslieder für gemischten Chor op. 15b (1976)
- Drei slowakische Volkslieder für gemischten Chor o. op. (1977)
- Albínove ruky otvárajú schránku s líčidlami (Albins Hände öffnen die Schminkbox) für gemischten Chor op. 31 (1980)

### Elektroakustische Werke
- Tri letné prelúdiá (Drei Sommerpräludien) op. 43 (1982)

## Diskographie (Auswahl)
- Variationen über ein Thema von Joseph Haydn für Klavier op. 7 – Stanislav Zamborský (Klavier) – auf Nova skladateľská generácia (OPUS, LP 1975)
- Klavierkonzert Nr. 1 op. 21 – Stanislav Zamborský (Klavier), Tschechoslowakisches Rundfunksymphonieorchester Bratislava, Dirigent: Ondrej Lenárd– auf Nová Tvorba ’78 (OPUS, LP 1978)
- Sinfonie Nr. 3 op. 36 – Slowakische Staatsphilharmonie Košice, Dirigent: Richard Zimmer– (OPUS, LP 1989)
- Sonate für Viola und Klavier op. 52 – Jozef Hošek (Violine), Ivan Palovič (Klavier) – auf Chamber Music 3 (Slowakischer Musikfonds, CD 1993)
- Der erste Walzer in cis-Moll (18. Juni 1959) – Požoň sentimentál – auf Požoň sentimentál: Venované Hansimu (Slowakischer Musikfonds, CD 1998)
- Sonate Nr. 2 für Klavier op. 29 / Sonate Nr. 4 für Klavier op. 48 / Präludien und Fugen für Klavier op. 53 – Stanislav Zamborský, Ivan Palovič, Daniela Varínska (Klavier) – auf Vladimír Bokes: Music for piano (Slowakischer Musikfonds, CD 2001)
- Cadenza II für Flöte, Oboe, Fagott und Klavier op. 40 – Societa Rigata – auf Seven Through Five (Slovart Records, CD 2001)
- Walzer in D-Dur für Klavier / Albrecht Suite für Klavier, arrangiert nach der Suite für Violoncello op. 47 – Ivan Buffa (Klavier) – auf Slowakische Musik für Klavier (Hevhetia, CD 2006)
- Variationen über ein Thema aus Haydns ‚Londoner Sinfonie‘ für Flöte op. 57 – Monika Štreitová (Flöte) – auf Monika Duarte Štreitová: Luminiscencie (Slovart Records, CD 2006)
- Capriccio pour flûte et clavecin ou piano op. 64 – Monika Štreitová (Flöte), Sofia Lourenço (Klavier)– auf Dual (Phonedition Aveiro, CD 2008)
- Ostinato für Kontrabass und Klavier op. 69 – Radoslav Šašina (Kontrabass), Dana Šašinová (Klavier) – auf Duo Šašina: Slowakische Musik für Kontrabass und Klavier (Diskant, CD 2008)
- Sequenza für neun Instrumente / Sonate für Violine und Klavier op. 27 / Coll‘Age für Klavierquintett op. 28 / …nur eine Weile… für Violine, Violoncello und Akkordeon / Musica stricta für fünf Instrumente op. 70 / Sonate Nr. 5 für Klavier op. 79 / Postludium zum Zentenarium Eugen Suchoňs für zehn Instrumente op. 84 – Melos Ethos Ensemble, Dirigent: Daniel Gazon; Marek Zwiebel (Violine), Diana Buffa (Klavier); Quasars Ensemble, Dirigent: Ivan Buffa; Trio Dounia; Melos Ethos Ensemble, Dirigent: Marián Lejava; Ivan Buffa (Klavier) – auf Vladimír Bokes: Chamber Music (Slowakischer Musikfonds, CD 2009)
- La Follia für Violine solo op. 3 / Cadenza III für Violine solo op. 63 – Milan Paľa (Violine) – auf Violin Solo 3 – Milan Paľa (Pavlik Records, CD 2011)
- PF 2007 für Klavier solo op. 81 – Ivan Buffa (Klavier) – auf Slovak Composers’ Fifth Variations (Slovak Music Bridge, 2011)
- Departures für Bass und Kammerensemble op. 85 (2011) – Sergej Kopčák (Bass), Quasars Ensemble – auf Sergej Kopčák: Letzte Worte (Musikzentrum Bratislava, CD 2012)
- Csárdás Enikönek für Dulcimer op. 76 – Enikő Ginzery (Dulcimer) – auf Overflowing Crystals (Hevhetia, CD 2013)
- Capriccio pour flûte et clavecin op. 64 – Zuzana Bandúrová (Flöte), Olga Dlabačová (Cembalo) – auf Zuzana Bandúrová (Akademie múzických umění v Praze, CD 2014)
- Sinfonie Nr. 2 op. 24 / Sinfonie Nr. 3 op. 36 – Slowakische Philharmonie, Dirigent: Bystrík Režucha; Slowakische Staatsphilharmonie Košice, Dirigent: Richard Zimmer – auf Bokes: Sinfonien (Slowakischer Musikfonds, CD 2015)
- Concertino für Violoncello und Kammerensemble op. 88 – auf New Slovak Music 2012 (Slowakischer Musikfonds[5], CD 2020)